# 小艇

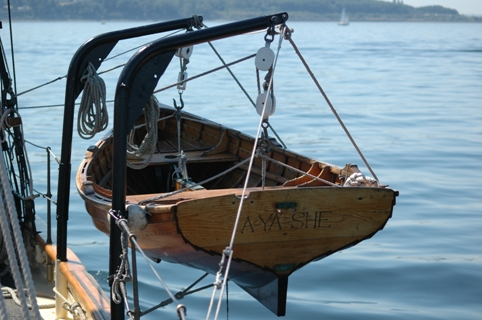
掛在双桅纵帆船則的小艇

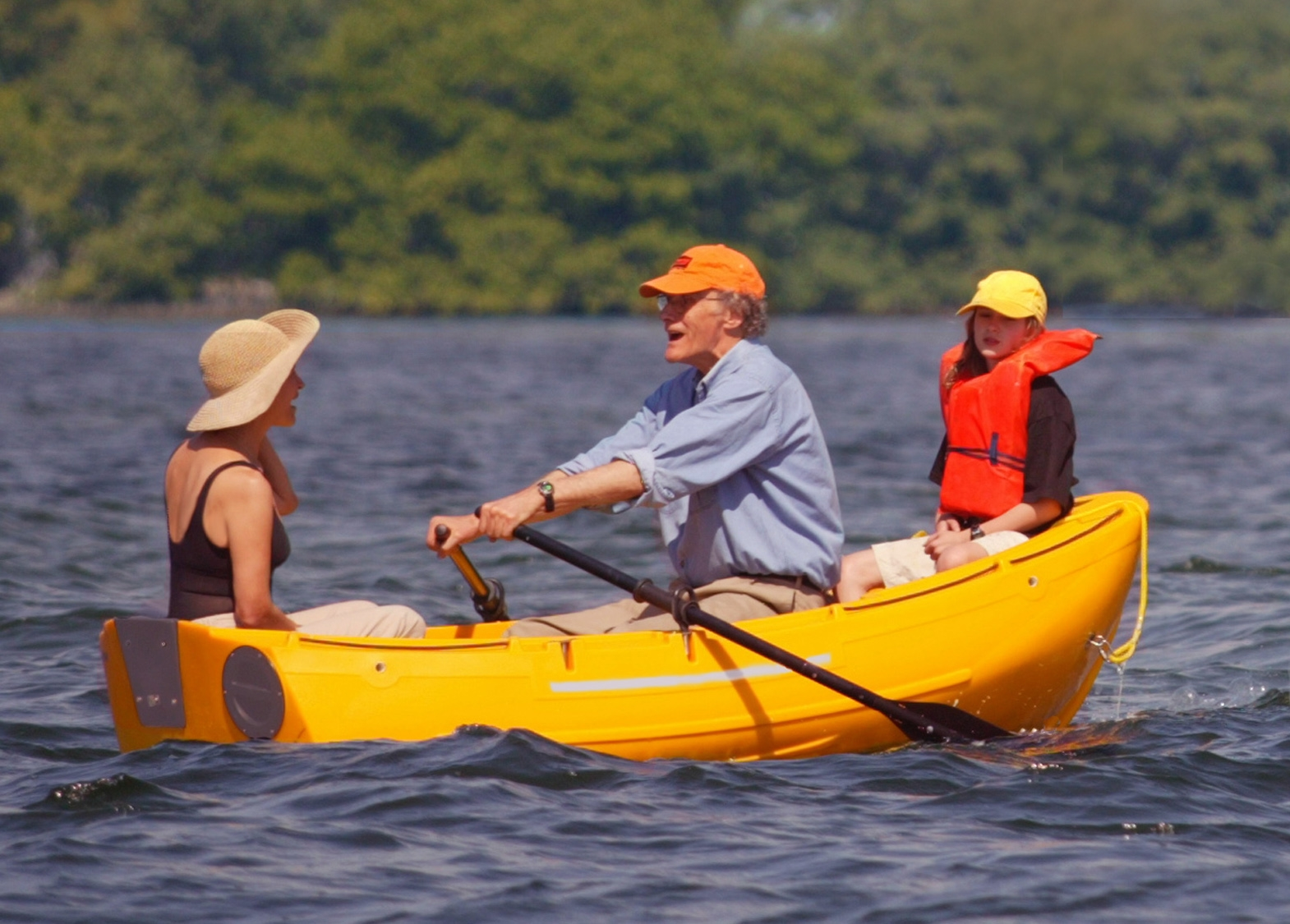
一個家庭在小艇上划船

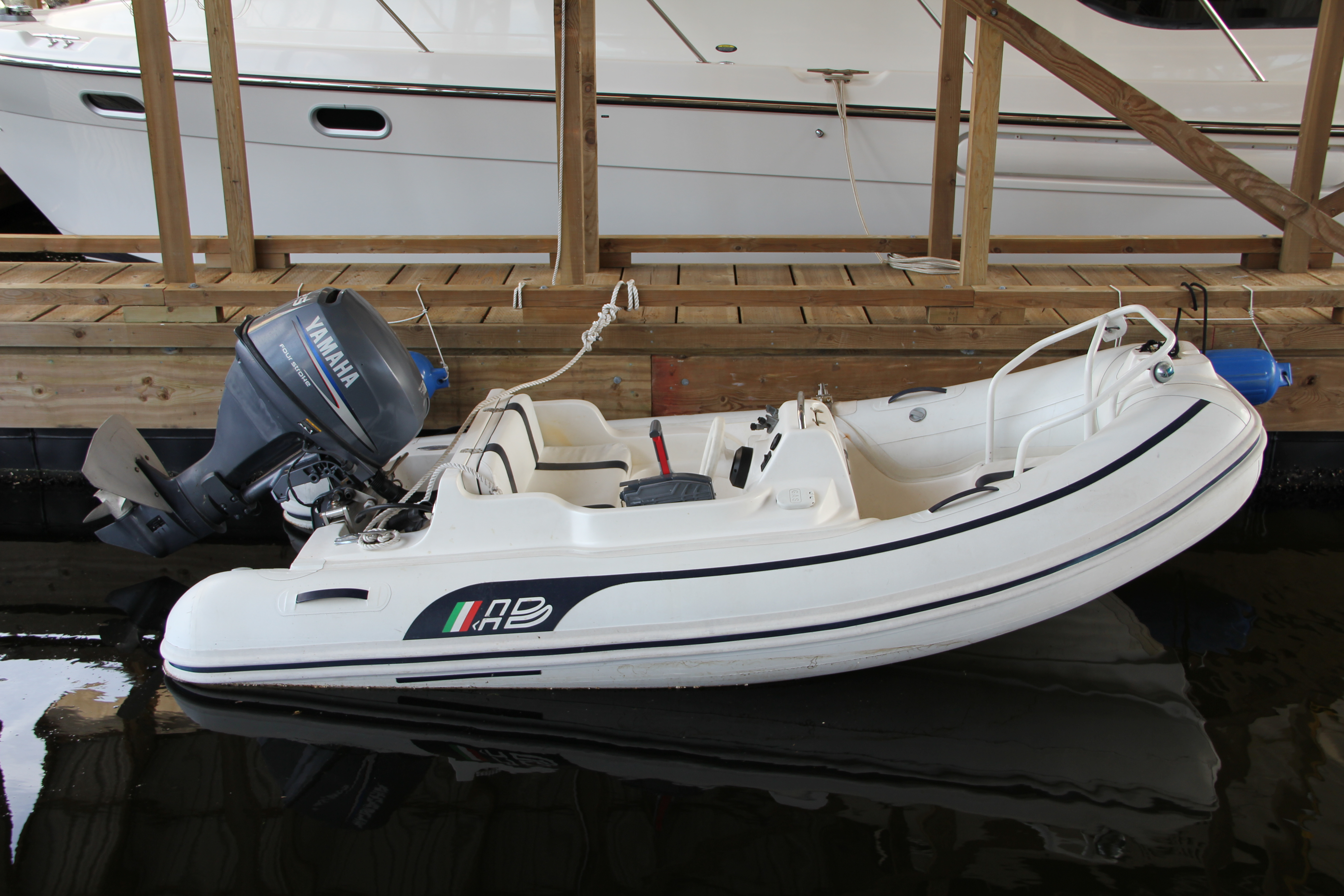
一艘機動小艇

小艇，是一種小船，可以是放在大船甲板上的救生艇，或拖在大船後的划艇，或者是搭配上小型舷外機的小艇。

## 外部連結
- Directory of dinghy classes （页面存档备份，存于）
- Dinghy classification by ISAF （页面存档备份，存于）
- World of Boats (EISCA) Collection ~ Dutch Pram Dinghy
- National Maritime Museum Cornwall （页面存档备份，存于）